# Michaił Jewstafjew
Michaił Aleksandrowicz Jewstafjew (ros. Михаил Александрович Евстафьев; ur. 1963 w Moskwie) – rosyjski malarz, fotografik, i pisarz. 
Zajął się malarstwem i fotografią w bardzo młodym wieku. Jego matka, babcia, i pradziadek byli rosyjskimi rzeźbiarzami.  
W latach 90 XX w. pracował dla najważniejszych międzynarodowych agencji informacyjnych. Jego prace znajdują się głównie w Moskiewskim Domu Fotografii, oraz w prywatnych zbiorach w Austrii, Anglii, Francji, Rosji, w Polsce, i w Stanach Zjednoczonych.

## Najsłynniejsze prace

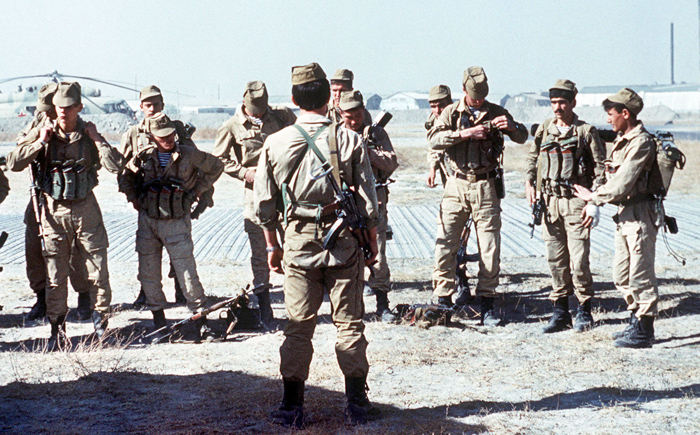
Radzieccy spadochroniarze w Afganistanie
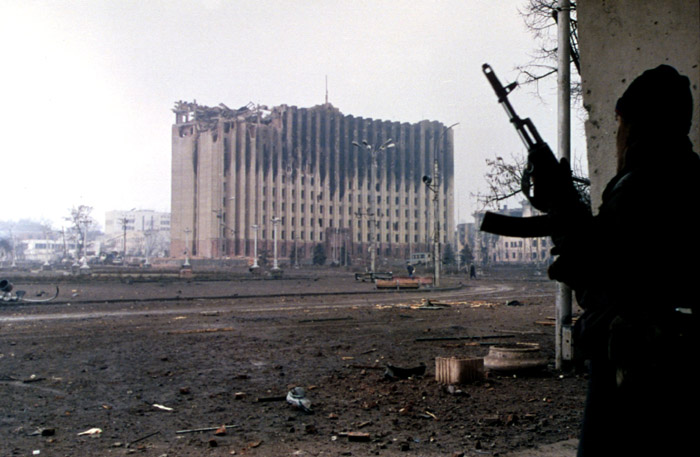
Pałac prezydencki w Groznym, styczeń 1995
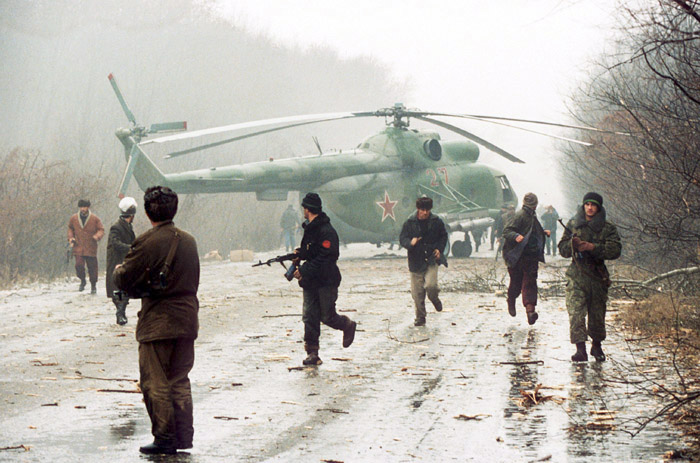
Czeczeńscy bojownicy przy helikopterze
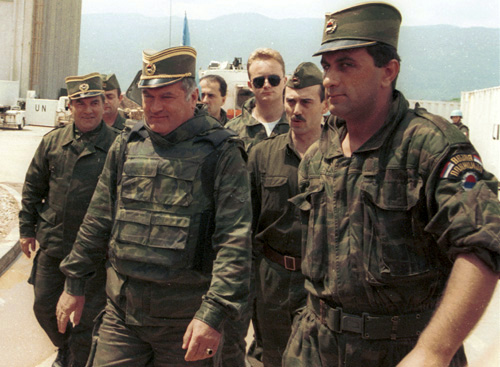
Ratko Mladić w Sarajewie
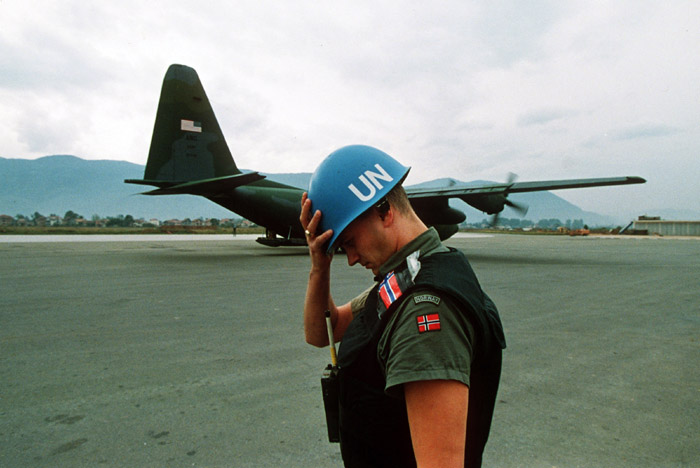
Norweski żołnierz sił pokojowych ONZ w Bośni